# Christina Christowa
Christina Christowa (bulgarisch Христина Христова; * 21. Januar 1954 in Popitza, Bulgarien) ist eine bulgarische Politikerin und war Mitglied des Europäischen Parlaments für die Nationale Bewegung Simeon der Zweite.
Christowa studierte an der Universität „St. Kliment Ochridski“ in Sofia, erhielt dort 1981 ihren Hochschulabschluss der Philosophischen Fakultät. 1982 bis 1992 war sie als Wissenschaftlerin am Institut für Sozial- und Gewerkschaftsforschung tätig, war dann zwischen 1993 und 2001 Leiterin des Nationalen Zentrums für Sozialrehabilitation und ist seit 1996 Dozentin für Theorie der Sozialarbeit an der Universität St. Kliment Ochridski Sofia und an der Freien Universität Burgas. 2003 erhielt Christowa ihren Doktortitel der Soziologie.
Christowa gehört der „Nationalen Bewegung Simeon II.“ an. 2001 bis 2003 war sie stellvertretende Ministerin für Arbeit und Sozialpolitik, ab 2003 hatte sie schließlich bis 2005 das Amt der Ministerin für Arbeit und Sozialpolitik inne. Seit 2005 ist Christowa Mitglied des Politischen Rates der Nationalen Bewegung Simeon II., sowie Abgeordnete der Nationalversammlung. 2005 bis 2006 gehörte sie der bulgarischen EU-Parlaments-Beobachterdelegation an.
Im Zuge der Aufnahme Bulgariens in die Europäische Union gehörte sie seit dem 1. Januar 2007 dem Europäischen Parlament an und war dort Mitglied in der Fraktion Allianz der Liberalen und Demokraten für Europa. Nach den bulgarischen Europaparlamentswahlen Mai 2007 schied Christowa am 5. Juni 2007 wieder aus dem Europaparlament aus.
Christowa ist Trägerin des Ordens der Krone des Königreichs Belgien.